# Griekenland op de Olympische Winterspelen 1984
Tijdens de Olympische Winterspelen van 1984, die in Sarajevo (Joegoslavië) werden gehouden, nam Griekenland voor de tiende keer deel.

## Deelnemers en resultaten

### Alpineskiën
| Olympiër                | Discipline       | Resultaat | Prestatie                        |
| ----------------------- | ---------------- | --------- | -------------------------------- |
| Lazaros Arkhontopoulos  | afdaling (m)     | 59e       | 2.03,93 (+18,34)                 |
| Lazaros Arkhontopoulos  | reuzenslalom (m) | 49e       | 3.11,01 (+29,83) 1.35,36+1.35,65 |
| Lazaros Arkhontopoulos  | slalom (m)       | 25e       | 2.03,96 (+24,55) 1.04,16+59,80   |
| Andreas Pantelidis      | afdaling (m)     | 56e       | 2.01,88 (+16,29)                 |
| Andreas Pantelidis      | reuzenslalom (m) | 51e       | 3.19,44 (+38,26) 1.39,57+1.39,87 |
| Andreas Pantelidis      | slalom (m)       | dq-1      | diskwalificatie run 1            |
| Giannis Stamatiou       | afdaling (m)     | 55e       | 2.01,79 (+16,20)                 |
| Giannis Stamatiou       | reuzenslalom (m) | 55e       | 3.25,18 (+44,00) 1.44,21+1.40,97 |
| Giannis Stamatiou       | slalom (m)       | dq-2      | diskwalificatie run 2            |
| Ioannis Triantafyllidis | reuzenslalom (m) | 50e       | 3.18,94 (+37,76) 1.38,20+1.40,74 |
| Ioannis Triantafyllidis | slalom (m)       | 28e       | 2.13,89 (+34,48) 1.09,21+1.04,68 |

### Langlaufen
| Olympiër            | Discipline | Resultaat | Prestatie          |
| ------------------- | ---------- | --------- | ------------------ |
| Dimitrios Biliouris | 15 km (m)  | 78e       | 56.07,7 (+14.42,1) |
| Lazaros Tosounidis  | 15 km (m)  | 79e       | 57.09,7 (+15.44,1) |

Andorra · Argentinië · Australië · België · Bolivia · Bondsrepubliek Duitsland · Britse Maagdeneilanden · Bulgarije · Canada · Chili · China · Chinees Taipei · Costa Rica · Cyprus · Duitse Democratische Republiek · Egypte · Finland · Frankrijk · Griekenland · Groot-Brittannië · Hongarije · IJsland · Italië · Japan · Joegoslavië · Libanon · Liechtenstein · Marokko · Mexico · Monaco · Mongolië · Nederland · Nieuw-Zeeland · Noord-Korea · Noorwegen · Oostenrijk · Polen · Puerto Rico · Roemenië · San Marino · Senegal · Sovjet-Unie · Spanje · Tsjecho-Slowakije · Turkije · Verenigde Staten · Zuid-Korea · Zweden · Zwitserland